# Comté de Leon (Floride)
Pour les articles homonymes, voir Comté de Leon.
Le comté de Leon est un comté dans la région de Big Bend, État de Floride, aux États-Unis. Le siège du comté est Tallahassee, la capitale de l'État. Le comté de Leon compte 292 198 habitants (selon une estimation du Bureau du Recensement des États-Unis en 2020). Le comté a été fondé en 1824 et doit son nom à Juan Ponce de León, premier explorateur espagnol de la Floride.

## Comtés adjacents
- Comté de Grady, Géorgie (nord)
- Comté de Thomas, Géorgie (nord)
- Comté de Jefferson (est)
- Comté de Wakulla (sud)
- Comté de Gadsden (ouest)
- Comté de Liberty (ouest)

## Principales villes
- Tallahassee
- Bradfordville
- Centerville
- Felkel
- Iamonia
- Miccosukee
- Woodville

## Démographie
| 1830  | 1840   | 1850   | 1860   | 1870   | 1880   |
| ----- | ------ | ------ | ------ | ------ | ------ |
| 6 494 | 10 713 | 11 442 | 12 343 | 15 236 | 19 662 |

| 1890   | 1900   | 1910   | 1920   | 1930   | 1940   |
| ------ | ------ | ------ | ------ | ------ | ------ |
| 17 752 | 19 887 | 19 427 | 18 059 | 23 476 | 31 646 |

| 1950   | 1960   | 1970    | 1980    | 1990    | 2000    |
| ------ | ------ | ------- | ------- | ------- | ------- |
| 51 590 | 74 225 | 103 047 | 148 655 | 192 493 | 239 452 |

| 2010    | - | - | - | - | - |
| ------- | - | - | - | - | - |
| 275 487 | - | - | - | - | - |